# Campionati europei di badminton 1998
I Campionati europei di badminton 1998 si sono svolti a Sofia, in Bulgaria. È stata la 16ª edizione del torneo organizzato dalla Badminton Europe.

## Podi
| Evento              | Oro                             | Argento                               | Bronzo                                    |
| Singolare maschile  | Peter Gade                      | Kenneth Jonassen                      | Peter Rasmussen                           |
| Singolare maschile  | Peter Gade                      | Kenneth Jonassen                      | Poul-Erik Høyer Larsen                    |
| Singolare femminile | Camilla Martin                  | Kelly Morgan                          | Mette Sørensen                            |
| Singolare femminile | Camilla Martin                  | Kelly Morgan                          | Mette Pedersen                            |
| Doppio maschile     | Chris Hunt and Simon Archer     | Pär-Gunnar Jonsson and Peter Axelsson | Jon Holst Christensen and Michael Søgaard |
| Doppio maschile     | Chris Hunt and Simon Archer     | Pär-Gunnar Jonsson and Peter Axelsson | Nathan Robertson and Julian Robertson     |
| Doppio femminile    | Rikke Olsen and Marlene Thomsen | Majken Vange and Ann Jørgensen        | Joanne Goode and Donna Kellogg            |
| Doppio femminile    | Rikke Olsen and Marlene Thomsen | Majken Vange and Ann Jørgensen        | Erica van den Heuvel and Monique Hoogland |
| Doppio misto        | Michael Søgaard and Rikke Olsen | Michael Keck and Erica van den Heuvel | Simon Archer and Joanne Goode             |
| Doppio misto        | Michael Søgaard and Rikke Olsen | Michael Keck and Erica van den Heuvel | Jon Holst Christensen and Ann Jørgensen   |
| Gara a Squadre      | Danimarca                       | Inghilterra                           | Svezia                                    |

## Medagliere
| Posiz. | Nazione     | Oro | Argento | Bronzo | Totale |
| ------ | ----------- | --- | ------- | ------ | ------ |
| 1      | Danimarca   | 5   | 2       | 6      | 13     |
| 2      | Inghilterra | 1   | 1       | 3      | 5      |
| 3      | Paesi Bassi | 0   | 1       | 1      | 2      |
| 3      | Svezia      | 0   | 1       | 1      | 2      |
| 5      | Germania    | 0   | 1       | 0      | 1      |
| 5      | Galles      | 0   | 1       | 0      | 1      |
| Totale | Totale      | 6   | 6       | 11     | 23     |